# 10 марта
10 марта — 69-й день года (70-й в високосные годы) по григорианскому календарю.
До конца года остаётся 296 дней.
До 15 октября 1582 года — 10 марта по юлианскому календарю, с 15 октября 1582 года — 10 марта по григорианскому календарю.
В XX и XXI веках соответствует 25 февраля по юлианскому календарю в невисокосные годы, 26 февраля в високосные годы.

## Праздники и памятные дни
См. также: Категория:Праздники 10 марта

### Национальные
- Азербайджан — День национального театра[2].
- Республика Корея — День труда.
- Лаос — День учителя.
- Мьянма — День начала сухого сезона
- Россия — День архивов.
- Древний Рим — Праздник Венеры.

### Религиозные

#### Католицизм
- Память святой Анастасии;
- память Химелина Виссенакенского;
- память Иоанна Огилви;
- память Макария Иерусалимского;
- память Папы Римского Симплиция.

#### Православие[3][4]
Примечание: указано для невисокосных лет, в високосные годы список иной  см. 11 марта.
- Память святителя Тарасия, Патриарха Константинопольского (806);
- память священномученика Александра Виноградова, пресвитера;
- преподобномученицы Мстиславы (Фокиной) (1938);
- память священномученика Николая Троицкого, пресвитера (1945).

### Именины
- Католические: Анастасия, Джон, Макар, Симплиций, Химелин.
- Православные: Александр, Мстислава, Николай, Тарасий[3][4]. (Примечание: указано для невисокосных лет, в високосные годы список иной [1] см. 11 марта.)

## События
См. также: Категория:События 10 марта

### До XIX века
- 1535 — Испанские мореплаватели открыли в Тихом океане, в 972 километрах к западу от Эквадора, Галапагосские острова.
- 1710
  - Вышла в свет первая печатная географическая книга на русском языке под названием «География, или краткое земного мира описание».
  - В ходе Северной войны шведская армия нанесла поражение датской в битве при Хельсингборге.
- 1736 — премьера оперы-балета «Галантная Индия» Ж.-Ф. Рамо, в Третьей редакции: в четырёх выходах с прологом (Париж, Королевская академия музыки).
- 1755 — в Санкт-Петербурге дана первая в Российской империи опера на русском языке — «Цефал и Прокрис» Франческо Арайи (автор либретто — А. П. Сумароков).
- 1762 — В Тулузе подвергся колесованию протестант Жан Калас, что послужило поводом для начала кампании Вольтера за религиозную терпимость.
- 1791 — Запатентован копёр для забивания свай.
- 1793 — В революционной Франции создан Революционный трибунал — чрезвычайный орган для суда над политическими преступниками и ставший впоследствии одним из наиболее мощных «двигателей» так называемой «Эпохи террора».
- 1797 — Столица штата Нью-Йорк перенесена из Нью-Йорка в Олбани.

### XIX век
- 1801 — В Британии начата первая перепись населения.
- 1806 — По указу императора Александра I создан музей Московского Кремля.
- 1813 — В Пруссии учреждён военный орден «Железный крест».
- 1814 — второй день сражения при Лаоне, Наполеон побеждён.
- 1862 — Федеральным правительством США впервые в этой стране выпущены бумажные деньги.
- 1876 — Спустя три дня после получения патента на изобретённый им телефон Александр Белл впервые сумел дозвониться до своего помощника Томаса Уотсона, находящегося в соседней комнате.
- 1878 — В Женеве выпущено карманное издание «Кобзаря» Тараса Григорьевича Шевченко.
- 1893 — Берег Слоновой Кости стал французской колонией.

### XX век
- 1900 — в ходе Второй англо-бурской войны произошло Дрейфонтейнское сражение.
- 1904 — гибель эскадренного миноносца «Стерегущий».
- 1905 — в Лондоне основан футбольный клуб «Челси».
- 1906 — в Британии открыта линия Бейкерлоо Лондонского метрополитена.
- 1910 
  - В Китае запрещено рабство.
  - Первые ночные полёты совершил француз Эмиль Обрэн на моноплане «Блерио». Оба его полёта протяжённостью 20 км начались и закончились на аэродроме Виллалугано в Буэнос-Айресе (Аргентина).
- 1914 — Английская суфражистка Мэри Ричардсон в Лондонской национальной галерее мясной тяпкой изрубила картину Веласкеса с изображением Венеры.
- 1918 
  - Ввиду германской угрозы Съезд Советов принял постановление временно перенести столицу из Петрограда в Москву.
  - Большевистское правительство Украины переехало из Полтавы в Екатеринослав.
- 1920 — Совет ольстерских националистов проголосовал за принятие правительственного закона об Ирландии, в соответствии с которым страна должна была быть разделена на две части — Северную и Южную — с собственными парламентами.
- 1924 — Установлены дипломатические отношения между СССР и Норвегией.
- 1939 — Началось регулярное телевизионное вещание из Шаболовского телецентра в Москве.
- 1939 — Открыт XVIII съезд ВКП(б), который констатировал победу социализма в СССР и принял решение о «постепенном переходе от социализма к коммунизму».
- 1943 — Начаты работы по созданию ядерного оружия в СССР.
- 1944 — Произошла Резня в Сахрыни.
- 1945 — Бомбардировка Токио авиацией США. Погибло от 80 до свыше 100 тысяч человек.
- 1949 — американская радиоведущая Милдред Гилларс осуждена за государственную измену за сотрудничество с Германией.
- 1952 — Фульхенсио Батиста совершил Государственный переворот на Кубе и назначил себя в качестве «временного президента».
- 1959
  - Открыта антарктическая научная станция «Лазарев».
  - Восстание в Тибете. В результате подавления восстания Далай-лама XIV и его сторонники были изгнаны в город Дармсала (Индия) (см. 17 марта).
- 1960 
  - Индейцы в Канаде получили право голоса.
  - В Великобритании впервые опубликован национальный хит-парад альбомов. Первое место тогда занял Фрэдди Кэннон с пластинкой Explosive Freddy Cannon.
- 1964 — в районе Магдебурга (ГДР) сбит американский самолёт-разведчик RB-66.
- 1966 — под Афинами произошла катастрофа самолёта Douglas DC-6A компании Trans Mediterranean Airways, погибли 5 человек.
- 1967 — ВВС США произвели первый с начала массированных бомбардировок Северного Вьетнама налёт на главные промышленные объекты страны.
- 1970 — с целью прекратить теологические брожения и стимулировать эмиграцию в Израиль, Кнессет постановил считать евреем не только «рождённого от еврейки», но и всякого нееврея, принявшего иудаизм.
- 1972 — на Минском радиозаводе произошёл взрыв.
- 1975 — давка в «Сокольниках», 21 погибший.
- 1977 — несколько групп астрономов США, Австралии, Индии, ЮАР открыли кольца Урана.
- 1982 — редкий парад планет — все девять планет (Меркурий, Венера, Земля, Марс, Юпитер, Сатурн, Уран, Нептун и Плутон) собрались по одну сторону от Солнца в секторе с углом 95 градусов[5] (то есть, максимальная разность гелиоцентрических эклиптических долгот планет составила 95 градусов).
- 1987 — В Ватикане опубликована «Памятка об истоках человеческой жизни и величии деторождения: ответы на некоторые вопросы сегодняшнего дня», в которой осуждены методы экстракорпорального оплодотворения и содержались призывы запретить эксперименты с живыми эмбрионами человека.
- 1989 — катастрофа Fokker F28 под Драйденом: сразу же после взлёта самолёт упал на лес, погибли 24 из 69 человек, находившихся на борту.
- 1990 — многотысячный митинг в Москве в поддержку стремления Литвы к независимости.

### XXI век
- 2006
  - Автоматическая межпланетная станция Mars Reconnaissance Orbiter достигла Марса[6].
  - В Москве в спорткомплексе «Олимпийский» начался чемпионат мира по лёгкой атлетике в помещении.
- 2019 — В Эфиопии разбился самолёт Boeing 737 MAX 8 компании Ethiopian Airlines, погибли 157 человек.
- 2023 — крах Silicon Valley Bank.

## Родились
См. также: Категория:Родившиеся 10 марта

### До XVIII века
- 1415 — Василий II Васильевич Тёмный (ум. 1462), великий князь московский (с 1425), сын Василия I Дмитриевича и Софьи Витовтовны.
- 1452 — Фердинанд II (ум. 1516), король Кастилии, Арагона, Сицилии и Неаполя, супруг и соправитель королевы Изабеллы Кастильской.
- 1503 — Фердинанд I (ум. 1564), император Священной Римской империи (с 1556).
- 1536 — Томас Говард, 4-й герцог Норфолк (ум. 1572), английский аристократ и государственный деятель.
- 1596 — Мария Елизавета Шведская (ум. 1618), принцесса из династии Ваза, дочь короля Швеции Карла IX и Кристины Гольштейн-Готторпской.
- 1604 — Иоганн Рудольф Глаубер (ум. 1670), немецкий химик и аптекарь.
- 1628 — Марчелло Мальпиги (ум. 1694), итальянский биолог и врач, один из основоположников микроскопической анатомии растений и животных.
- 1653 — Джон Бенбоу (ум. 1702), английский адмирал.

### XVIII век
- 1709 — Георг Вильгельм Стеллер (ум. 1746), немецкий учёный-натуралист, адъюнкт натуральной истории и ботаники Петербургской академии наук.
- 1749 — Лоренцо да Понте (ум. 1838), итальянский либреттист и переводчик.
- 1772 — Фридрих Шлегель (ум. 1829), немецкий философ, критик, филолог, лингвист, писатель.
- 1776 — Луиза Прусская (ум. 1810), супруга Фридриха Вильгельма III, королева-консорт Пруссии, бабушка российского императора Александра II.
- 1777 — Луи Эрсан (ум. 1860), французский художник и гравёр.
- 1787
  - Устим Кармалюк (убит в 1835), украинский крестьянин, предводитель движения крестьян на Подолье в 1813—1835 гг.
  - Франсиско Мартинес де ла Роса (ум. 1862), испанский поэт, драматург, политик и дипломат. Председатель правительства Испании.
- 1788 — Йозеф фон Эйхендорф (ум. 1857), немецкий поэт и писатель.
- 1789 — Мануэль де ла Пенья-и-Пенья (ум. 1850), мексиканский политический и государственный деятель, 18-й Президент Мексики.

### XIX век
- 1802 — Василий Каратыгин (ум. 1853), российский актёр, трагик.
- 1833 — Педро Антонио де Аларкон (ум. 1891), испанский писатель и политик.
- 1844 — Пабло де Сарасате (ум. 1908), испанский скрипач и композитор.

- 1845 — Александр III (ум. 1894), российский император (1881—1894).
- 1849 — Леонид Позен (ум. 1921), российский скульптор-передвижник и политический деятель.
- 1852 — Тадас Даугирдас (ум. 1919), литовский художник, археолог, краевед, один из авторов герба и флага Литвы.
- 1854 — Томас Маккензи (ум. 1930), новозеландский политик, 18-й премьер-министр Новой Зеландии.
- 1858 — Генри Уотсон Фаулер (ум. 1933), английский педагог, лексикограф, исследователь английского языка.
- 1864 — Адамс Алкснис (ум. 1897), латышский рисовальщик и живописец-реалист.
- 1867 — Эктор Гимар (ум. 1942), французский архитектор и художник-декоратор. Один из самых известных представителей стиля ар-нуво,создатель знаменитых входных павильонов парижского метрополитена.
- 1870 — Давид Рязанов (расстрелян в 1938), деятель российского революционного и профсоюзного движения, историк, библиограф, архивист, марксовед. Основатель и первый руководитель Института Маркса и Энгельса (ИМЭ).
- 1875 — Александр Гольденвейзер (ум. 1961), пианист, композитор, музыкальный критик, общественный деятель, народный артист СССР.
- 1877 — Паскуаль Ортис Рубио (ум. 1963), мексиканский политик, президент Мексики.
- 1879 — Отто Штайнхойзль (ум. 1940), австрийский и немецкий государственный и полицейский деятель, доктор права (1905), оберфюрер СС (25 июля 1938). Президент Интерпола (1938—1940).
- 1890 — Владимир Кашин (ум. 1938), советский историк, доктор исторических наук, профессор.
- 1892
  - Артюр Онеггер (ум. 1955), швейцарско-французский композитор и музыкальный критик.
  - Грегори Ла Кава (ум. 1952), американский кинорежиссёр, номинант на премию «Оскар» за лучшую режиссуру.
- 1900
  - Вайолет Браун (ум. 2017), ямайская долгожительница.
  - Панделис Пулиопулос (погиб в 1943), греческий политик, переводчик.

### XX век
- 1903
  - Бикс Байдербек (ум. 1931), американский джазовый трубач.
  - Клэр Бут Люс (ум. 1987), американский драматург, редактор, журналистка, посол, светская львица и конгрессмен США.
- 1908 — Жозеф Котин (ум. 1979), российский конструктор, создатель танков КВ-1 и ИС.
- 1914 — Даниил Данин (ум. 2000), советский и российский писатель, сценарист, литературный критик, популяризатор науки.
- 1915 — Йожа Хорват (ум. 2012), хорватский писатель, драматург, сценарист. Причисляется к классикам современной хорватской литературы.
- 1918
  - Анатолий Граник (ум. 1989), советский режиссёр игрового, документального и научно-популярного кино, сценарист.
  - Гюнтер Ралль (ум. 2009), немецкий лётчик-ас, третий по числу побед в истории.
- 1920 — Борис Виан (ум. 1959), французский писатель, джазовый музыкант и певец.
- 1923
  - Яков Сегель (ум. 1995), актёр, кинорежиссёр, сценарист, народный артист РСФСР.
  - Вал Логсдон Фитч (ум. 2015), американский физик, лауреат Нобелевской премии (1980).
- 1926 — Александр Зацепин, советский и российский композитор, автор песен к фильмам, народный артист РФ.
- 1927 — Жамбын Батмунх (ум. 1997), государственный, политический и партийный деятель Монгольской народной республики, генеральный секретарь ЦК МНРП, Председатель Президиума Великого Народного Хурала (1984—1990).
- 1928
  - Джеймс Эрл Рэй (ум. 1998), убийца Мартина Лютера Кинга.
  - Сара Монтьель (ум. 2013), испанская киноактриса и эстрадная певица.
- 1929 — Анатолий Евтушенко (ум. 2000), советский и российский прозаик и драматург, член Союза писателей СССР (1984).
- 1930 — Юстинас Марцинкявичюс (ум. 2011), советский литовский поэт, писатель-прозаик, драматург.
- 1931 — Борис Носик (ум. 2015), русский писатель и журналист, драматург, переводчик.
- 1932 — Анатолий Рощин (ум. 2016), советский борец греко-римского стиля, олимпийский чемпион (1972).
- 1936 — Йозеф Блаттер, спортивный журналист, футболист-любитель, восьмой президент ФИФА.
- 1939 — Ирина Пресс (ум. 2004), советская легкоатлетка, двукратная Олимпийская чемпионка, рекордсменка мира.
- 1940 — Чак Норрис, американский киноактёр, мастер боевых искусств.
- 1945 — Мадхаврао Шинде (ум. 2001), индийский политик.
- 1946 — Владимир Гостюхин, российский и белорусский актёр театра и кино, кинорежиссёр, народный артист Беларуси, лауреат Государственных премий СССР и РФ.
- 1947
  - Ким Кэмпбелл, канадский государственный деятель, девятнадцатый премьер-министр Канады.
  - Том Шольц, американский рок-музыкант, композитор, изобретатель, инженер и филантроп, наиболее известный как основатель и единственный постоянный участник группы Boston.
- 1948 — Владимир Мельников, российский предприниматель, председатель совета директоров российской компании по производству одежды «Глория Джинс».
- 1949 — Агоп Мелконян (ум. 2006), болгарский писатель-фантаст.
- 1951 — Валерий Мищук (ум. 2022), российский бард.
- 1952 — Морган Цвангираи (ум. 2018), зимбабвийский политик, премьер-министр.
- 1953 — Пол Хаггис, канадско-американский сценарист, продюсер и кинорежиссёр.
- 1955 — Юлиуш Махульский, польский кинорежиссёр, сценарист, продюсер.
- 1957 — Усама бен Ладен (убит в 2011), саудовский шейх, «террорист № 1».
- 1958 — Шэрон Стоун, американская модель и киноактриса.
- 1961
  - Лорел Кларк (погибла 2003), медик, капитан ВМС США, астронавт НАСА, научный специалист. Погибла в катастрофе шаттла «Колумбия».
  - Андрей Крестьянинов (ум. 1996), российский милиционер, подполковник милиции, Герой России.
- 1962 — Жасмин Гай, американская актриса, певица.
- 1963 — Джефф Аллен Амент, американский рок-музыкант, бас-гитарист, один из основателей группы Pearl Jam.
- 1964
  - Нене Черри, шведская певица, рэп-исполнительница, поэтесса и композитор.
  - Эдвард, граф Уэссекский, младший ребёнок Елизаветы II.
- 1968 — Павел Срничек (ум. 2015), чешский футболист, вратарь, призёр Евро-1996.
- 1970 — Питер Райт, шотландский профессиональный игрок в дартс, выступающий на турнирах под эгидой PDC, Чемпион мира по дартсу 2020 и 2022 годов.
- 1972
  - Владимир Козлов, российский и белорусский писатель, переводчик, журналист, сценарист и режиссёр.
  - Евгений Рошал, российский программист, автор архиватора WinRAR.
  - Тимбалэнд (наст. имя Тимоти Закари Мосли), американский рэпер, продюсер.
- 1973
  - Ева Герцигова, чешская супермодель.
  - Крис Саттон, английский футболист.
- 1976 — Барбара Шетт, австрийская теннисистка и телеведущая.
- 1977
  - Энрико Кюн, немецкий бобслеист, олимпийский чемпион (2002).
  - Шэннон Миллер, американская гимнастка, двукратная олимпийская чемпионка.
- 1978
  - Камий (полное имя Камий Дальме), французская певица и актриса.
  - Золтан Каммерер, венгерский гребец на байдарках, трёхкратный олимпийский чемпион.
- 1981 — Самюэль Это’о, камерунский футболист, олимпийский чемпион (2000).
- 1984 — Оливия Уайлд, американская киноактриса.
- 1985 — Лассана Диарра, французский футболист.
- 1986 — Сергей Широков, российский хоккеист, олимпийский чемпион (2018).
- 1987 — Марис Штромбергс, латвийский велогонщик, двукратный олимпийский чемпион в BMX (2008, 2012).
- 1988 — Иван Ракитич, хорватский футболист, финалист чемпионата мира 2018 года.
- 1992 — Эмили Осмент, киноактриса.
- 1995 — Зак Лавин, американский баскетболист, олимпийский чемпион (2020).
- 1997 — Белинда Бенчич, швейцарская теннисистка, олимпийская чемпионка (2020).

## Скончались
См. также: Категория:Умершие 10 марта

### До XIX века
- 1585 — Ремберт Додоэнс (р. 1517), фламандский ботаник, врач, географ, астроном.
- 1670 — Иоганн Рудольф Глаубер (р. 1604), немецкий алхимик, химик, аптекарь и врач.
- 1682 — Якоб ван Рёйсдал (р. 1628 или 1629), нидерландский художник, график и гравёр.
- 1792 — Джон Стюарт, 3-й граф Бьют (р. 1713), шотландский дворянин, 7-й премьер-министр Великобритании (1762—1763).

### XIX век
- 1805 — Феличе Фонтана (р. 1730), итальянский физик, натуралист и анатом, ботаник, химик.
- 1819 — Фридрих Генрих Якоби (р. 1743), немецкий философ.
- 1825 — Карл Брандан Моллвейде (р. 1774), немецкий математик и астроном.
- 1826 — Жуан VI (р. 1767), король Соединённого королевства Португалии, Бразилии и Алгарве (1816—1826).
- 1832 — Муцио Клементи (р. 1752), итальянский композитор, пианист, педагог.
- 1856 — Людовико Липпарини (р. 1800), итальянский художник.
- 1861 — Тарас Шевченко (р. 1814), украинский поэт, писатель, художник, основоположник национального литературного языка.
- 1865 — князь Евгений Оболенский (р. 1796), декабрист, член «Союза благоденствия», участник восстания декабристов.
- 1872 — Джузеппе Мадзини (р. 1805), итальянский революционер, мыслитель, борец за объединение Италии.
- 1876 — Афанасий Щапов (р. 1831), русский историк, этнограф, антрополог, философ, публицист.
- 1878 — Мирза Фатали Ахундов (р. 1812), азербайджанский писатель-просветитель, поэт, философ, общественный деятель.
- 1879 — Василий Садовников (р. 1800), русский художник-акварелист и график.
- 1895 — Чарльз Фредерик Уорт (р. 1825), французский кутюрье английского происхождения.

### XX век
- 1902 — Михаил Певцов (р. 1843), русский путешественник, исследователь Средней и Центральной Азии.
- 1910 — Карл Райнеке (р. 1824), немецкий композитор, дирижёр и пианист.
- 1937 — Евгений Замятин (р. 1884), русский писатель, публицист, литературный критик, киносценарист.
- 1940 — Михаил Булгаков (р. 1891), русский советский писатель-прозаик, драматург, театральный режиссёр и актёр.
- 1942 — Уилбур Сковилл (р. 1865), американский учёный-химик.
- 1948 — Ян Масарик (р. 1886), чешский дипломат, посол, министр иностранных дел, во время Второй мировой войны — министр правительства в изгнании.
- 1951 — Яков Николадзе (р. 1876), советский грузинский скульптор, педагог, народный художник Грузинской ССР.
- 1961 — Михаил Дубсон (при рожд. Моисей Дубсон; р. 1899), российский и советский кинорежиссёр, сценарист и драматург.
- 1966 — Фриц Цернике (р. 1888), голландский физик, лауреат Нобелевской премии (1953).
- 1972 — Александр Гинцбург (р. 1907), советский кинооператор и режиссёр.
- 1976 — Андрис Андрейко (р. 1942), латвийский советский шашист, международный гроссмейстер, трёхкратный чемпион мира.
- 1982 — Леонид Кмит (при рожд. Алексей Кмита; р. 1908), актёр театра и кино, народный артист РСФСР.
- 1983 — Сергей Полуянов (р. 1924), советский кинооператор и фотокорреспондент.
- 1985 — Константин Черненко (р. 1911), советский партийный деятель, трижды Герой Социалистического Труда, Генеральный секретарь ЦК КПСС (1984—1985).
- 1988 — Энди Гибб (р. 1958), британский певец в стиле поп и диско, участник «Bee Gees».
- 1992 — Николай Грибачёв (р. 1910), советский писатель и государственный деятель, Председатель ВС РСФСР (1980—1990).
- 1993 
  - Пётр Старостин (р. 1909), советский футболист.
  - Владимир Сутеев (р. 1903), русский советский детский писатель, художник-иллюстратор и режиссёр-аниматор.
- 2000 — Христофор Багдасарьян (р. 1908), советский и российский физикохимик, академик АН СССР и РАН.

### XXI век
- 2001 — Владимир Ворошилов (при рожд. Калманович; р. 1930), автор, режиссёр и ведущий телепередачи «Что? Где? Когда?».
- 2002 — Владимир Нахабцев (р. 1938), кинооператор, народный артист РСФСР.
- 2003 — Марина Ладынина (р. 1908), актриса театра и кино, народная артистка СССР.
- 2004 — Борислав Брондуков (р. 1938), актёр театра, кино и телевидения, народный артист Украинской ССР.
- 2010 — Дороти Дженис (р. 1910), американская актриса немого кино.
- 2012 — Шервуд Роуленд (р. 1927), американский химик, лауреат Нобелевской премии (1995).
- 2013 — Борис Аракчеев (р. 1926), советский и белорусский живописец, педагог.
- 2017
  - Гидо Кокарс (р. 1921), советский и латвийский хоровой дирижёр, основатель камерного хора «Ave Sol».
  - Джон Сёртис (р. 1934), британский мото- и автогонщик, чемпион мира в «Формуле-1».
- 2018 — Юбер де Живанши (р. 1927), французский модельер, основатель модного дома Givenchy.
- 2021 — Людмила Лядова (р. 1925), композитор, пианистка, певица, народная артистка РСФСР.
- 2022 — Вячеслав Зинуров (Том Хаос) (р. 1971), российский певец, музыкант, композитор, диджей, танцор, актёр, экс-солист группы «Отпетые мошенники»; самоубийство.
- 2024
  - Перси Адлон (р. 1935), немецкий режиссёр, сценарист и продюсер.
  - Эрик Кармен (р. 1949), американский певец, поэт-песенник, клавишник и гитарист.
  - Галина Яцкина (р. 1944), советская и российская актриса театра и кино, педагог, кандидат наук. Заслуженная артистка РСФСР (1980). Незадолго до кончины приняла постриг в схиму с именем Вера.

## Народный календарь, приметы и фольклор Руси
Тарас Кумошник. Тарасий Бессонный (только для невисокосных лет).
- На Руси в старину считалось рано ложится спать (или спать днём) на Тараса очень опасным — можно кумаху (кумоху) наспать (кумаха — нечисть, начнёт человека среди дня крутить, ввечеру ноги ломить. Лишь один день в году (на Тараса Кумашника) выпадает кумахе взойти на крыльцо и пошастать по дому). Поговаривали так: «Хоть по стенке ходи, а спать погоди».
- Коли на Тараса дверь сорвётся с петель — жди беды (пожар или смерть родственника или болезнь)[7].
- На Тараса средний срок появления проталин на севере[8].